# Gastromaladera taitungensis
Gastromaladera taitungensis är en skalbaggsart som beskrevs av Kobayashi 1991. Gastromaladera taitungensis ingår i släktet Gastromaladera och familjen Melolonthidae. Inga underarter finns listade i Catalogue of Life.